# Kannibalisme
Kannibalisme (fra spansk caníbal i forbindelse med påstået kannibalisme blandt Carib-indianere) eller antropofagi (fra Græsk anthropos "menneske" og phagein "at æde") betegner, at mennesker fortærer andre mennesker. I zoologi bruges kannibalisme om arter, som konsumerer artens medlemmer.
Neandertalere menes at have praktiseret kannibalisme.
Kannibalisme har tidligere været praktiseret af flere samfund i Europa, Sydamerika, New Zealand, Nordamerika, Salomonøerne, Ny Kaledonien, New Guinea og Fiji, sædvanligvis under ritualer forbundet med stammekrig. Fiji var kendt som “Kannibaløerne”. Beviser på kannibalisme er fundet i Chaco Canyon i New Mexico i ruinerne efter Anasazikulturen.

## Typer af kanibalisme
Kannibalisme ses hovedsageligt i tre situationer:

### 1. Rituel spisning af slægtninge eller stammemedlemmer (endokannibalisme)
Rituel spisning af slægtninge i Ny Guineas højland er forklaret med, at det har været et nødvendigt proteintilskud for landbrugscivilisationen, der ellers kun havde adgang til lav-protein-holdige afgrøder og små dyr som mus, edderkopper og frøer. Korowai stammen i det sydøstlige Papua Ny Guinea menes at være den sidste kannibalstamme i verden.
Den dødelige hjernesygdom kuru er i flere stammer spredt med fortæring af slægtninges hjerne. Sygdommen ligner Creutzfeldt-Jakobs sygdom.

### 3.   Kannibalisme i nødsituationer.
Kannibalisme i forbindelse med nødsituationer ses blandt andet ved skibbrud og under Belejringen af Leningrad under 2. verdenskrig.
I 1972 styrtede et fly ned i Andesbjergene med et hold rugbyspillere fra Uruguay. Nogle af dem overlevede flere måneder ved af spise de døde. Denne hændelse er beskrevet i bøger og film, blandt andet bogen Alive.

## Historiske beretninger
- Fund af marvspaltede menneskeknogler på bopladsen Dyrholmen (nær Randers) fra Ertebøllekulturen tyder på kannibalisme i dansk stenalder.
- I Tyskland er 1.891 tegn[hvilke?] på kannibalisme set i hulerne ved floden Hönne ( 1000 – 700 f.Kr.).
- Kannibalisme er beskrevet i Biblen under belejringen af Samaria (2. Kongebog 6:25 -30): To kvinder indgik en pagt om at spise deres børn. Efter at den første moder havde kogt sit barn, spiste den anden moder det, men nægtede at gøre gengæld ved at koge sit eget barn. Næsten den samme historie bliver fortalt af Flavius Josephus under romernes belejring af Jerusalem
- Kannibalisme blev dokumenteret i Egypten under hungersnøden (1073–1064 f.Kr.)
- Sankt  Hieronymus fortæller i brevet Mod Jovinianus  omkring 360 om sit møde med stammen Atticoti i Gallien: De holdt i Bretagne af at spise "bagdelen fra får og brysterne fra kvinder".
- I 2001 fandt arkæologer fra Bristol Universitet  beviser på jernalderkannibalisme i Gloucestershire.[15]

## Kannibalisme i populærkulturen
Kanibalisme har længe været et populært tema som i de klassiske vittighedstegninger med en hvid missionær, der har en sidste, vittig replik, mens han bliver kogt i stammens gryde. Fra teateret kan nævnes musicalen Sweeney Todd: The Demon Barber of Fleet Street (1979), om en barber, hvis ofre ender i kødtærter. Romanen The Silence of the Lambs (1988) handler om den menneskeædende seriemorder Hannibal Lecter. Den bedst kendte af de mange italienske kannibalfilm fra 1980'erne er Cannibal Holocaust (1980), om et dokumentarfilmhold på afveje i Sydamerika. Fra Danmark kendes den Sweeney Todd-inspirerede filmkomedie De grønne slagtere (2003).

## Kendte kannibaler
- Gilles de Rais (1404-1440), fransk adelsmand
- Andrej Tjikatilo (1936-1994), kendt som "den røde ripper"
- Issei Sagawa (f. 1949), japansk kunstmaler og forfatter
- Tsutomu Miyazaki (1962–2008), kendt som "lillepigemorderen"
- Armin Meiwes (1961) kendt som kannibalen fra Rotenburg

## Henvisning
1. ↑  Neanderthals Were Cannibals, Bones Show
2. ↑  Archaeologists Rediscover Cannibals
3. ↑  Cannibalism Normal For Early Humans?
4. ↑  "The edible dead". Arkiveret fra originalen 16. marts 2010. Hentet 21. februar 2008.
5. ↑  "Suelzle, B: Review of "The Origins of War: Violence in Prehistory", Jean Guilaine and Jean Zammit". Arkiveret fra originalen 1. september 2007. Hentet 30. april 2021.
6. ↑  Hans Staden Among the Tupinambas
7. ↑  "Maori Cannibalism". Hentet 2007-07-27.
8. ↑  "Lab tests show evidence of cannibalism among ancient Indians". Arkiveret fra originalen 6. juli 2008. Hentet 21. februar 2008.
9. ↑  "King of the Cannibal Isles". Arkiveret fra originalen 6. februar 2009. Hentet 21. februar 2008.
10. ↑  cannibalism, or anthropophagy (human) -- Britannica Online Encyclopedia
11. ↑  Sleeping with Cannibals
12. ↑  Fijians find chutney in bad taste
13. ↑  Jared Diamond, Collapse. How Societies Choose to Fail or Succeed, Penguin Books, 2006.
14. ↑  Jared Diamond, Guns, Germs and Steel. A short history of everybody for the last 13,000 years, Vintage, 1998
15. ↑  Cannibalistic Celts discovered in South Gloucestershire 7 March 2001